# Punta del Peret
La Punta del Peret és una muntanya de 1.045 metres que es troba entre els municipis de La Morera de Montsant i Ulldemolins, a la comarca catalana del Priorat.